# Catharina Regina von Greiffenberg

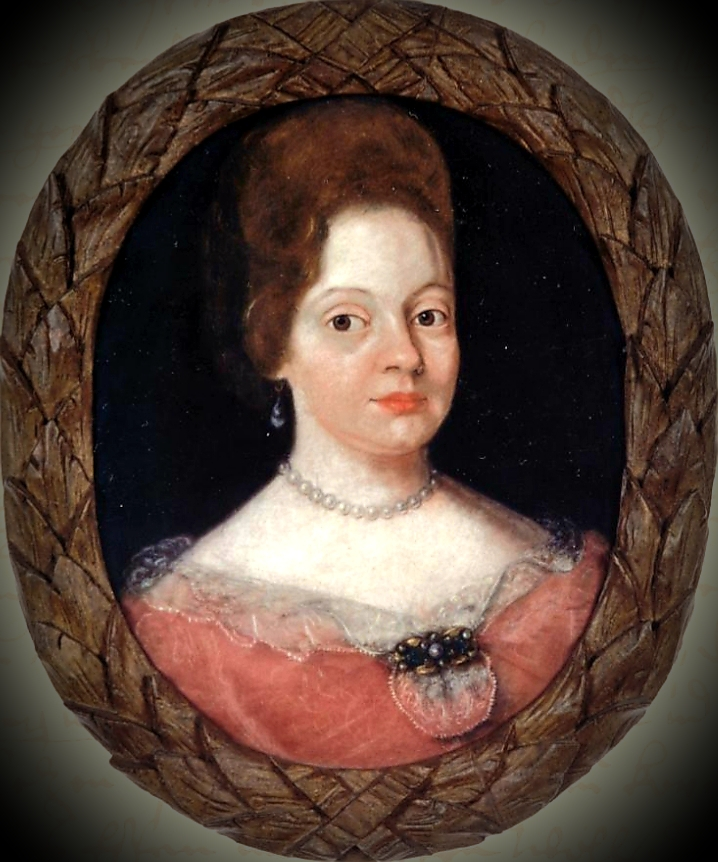
Catharina Regina von Greiffenberg, Pastellbildnis aus der zweiten Hälfte des 17. Jahrhunderts

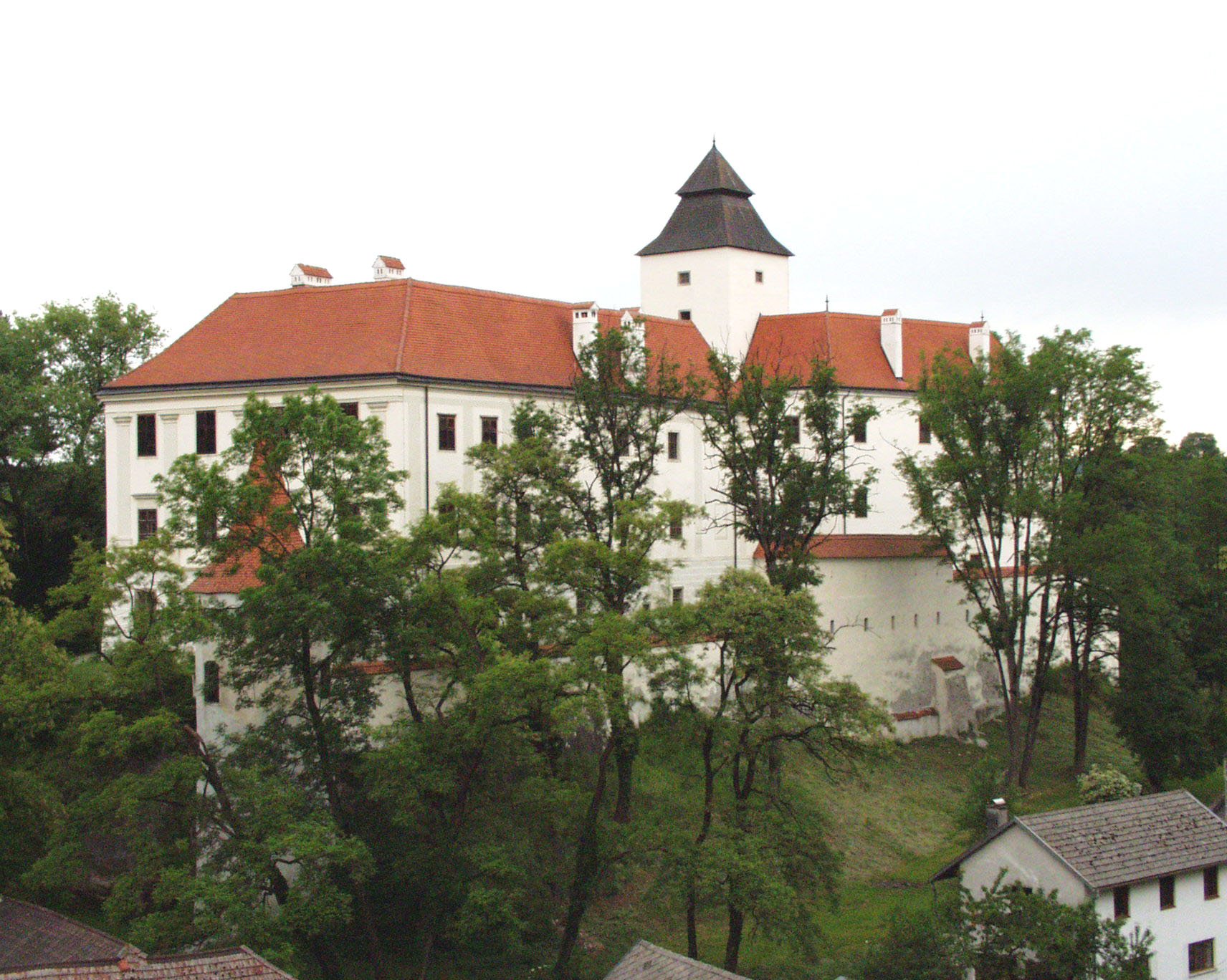
Schloss Seisenegg heute

Catharina Regina von Greiffenberg (auch Linsmayr von Greiffenberg), Freiin bzw. nach Heirat Freifrau von Seyssenegg (* 7. September 1633 auf Schloss Seisenegg in Viehdorf bei Amstetten in Niederösterreich; † 10. April 1694 in Nürnberg), war eine in der protestantischen Mystik verwurzelte geistliche Lyrikerin. Sie zählt zu den bedeutendsten österreichischen Lyrikerinnen der Barockzeit.

## Leben

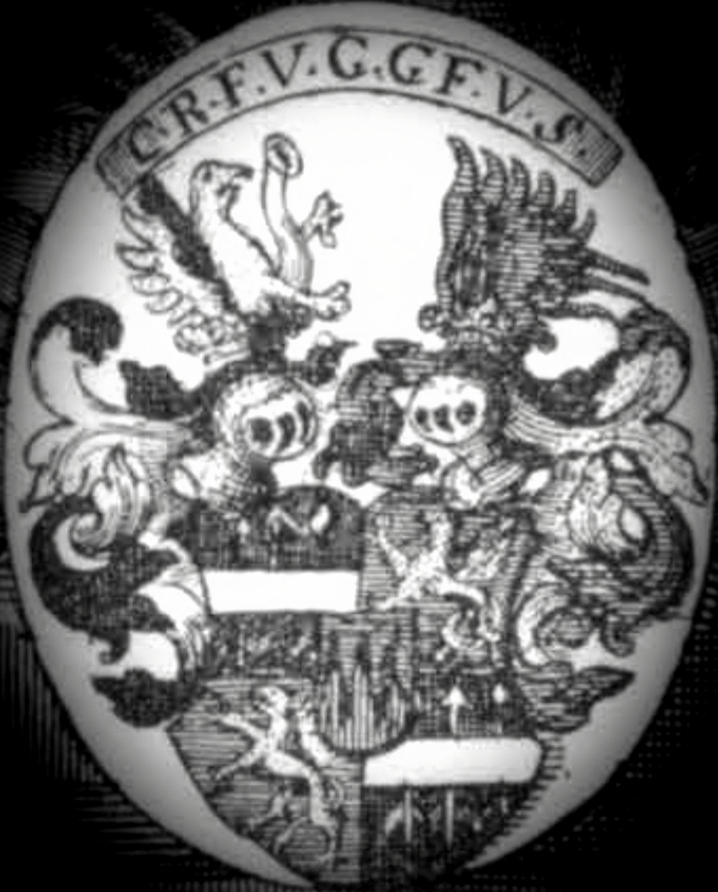
Wappen derer (Linsmayr) von Greiffenberg

Catharinas Großvater, der in habsburgischem Hofdienst stehende kaiserliche Rat, Kammerprokurator und in eigener Sache erfolgreiche Geschäftsmann Johann Baptist Linsmayr (auch Linnsmaier oder Linsmeyr; 1542–1608), Herr auf Weinzierl und Seissenegg, war 1579 in den rittermäßigen Adelsstand, 1602 nach einem von ihm erbauten Schloss in der Steiermark zum Edler von Greiffenberg und 1608 zum Freiherrn von Greiffenberg erhoben worden. Er war zuerst mit Catharina Stainwerffer verheiratet, nach deren Tod mit einer Dame aus einflussreicher geadelter Familie, danach mit der aus altem Adel stammenden Susanna Catharina, Freiin von Teuffenbach.
Catharina Regina wurde am 7. September 1633 auf Schloss Seyssenegg (heute: Seisenegg, im Gemeindegebiet von Viehdorf bei Amstetten, Niederösterreich) geboren. Ihre Mutter Eva Maria war eine Tochter des Wolf, Freiherrn von Pranckh. Als Catharina Regina sieben Jahre alt war, starb ihr Vater Johann Gottfriedt (Linsmayr) von Greiffenberg (1575–1641), der aus der ersten Ehe ihres Großvaters stammte, und sein rund 30 Jahre jüngerer Halbbruder, ihr Onkel Hans Rudolf (Linsmayr) von Greiffenberg, wurde ihr Vormund. Er ermöglichte ihr eine für die damalige Zeit ungewöhnlich umfassende Bildung: Sie studierte Sprachen, unternahm Bildungsreisen und beschäftigte sich mit Georg Philipp Harsdörffers Kunsttheorien und Sigmund von Birkens Dichtung.
Obschon als jüngerer Halbbruder ihres Vaters mit Catharina verwandt und 25 Jahre älter als sie, verlangte ihr Onkel und Vormund Hans Rudolf 1659 die Heirat von ihr. Nach langem Widerstreben gab sie schließlich nach und 1664 wurde das Paar in der Klosterkirche Frauenaurach getraut. Die Ehe konnte nur durch massive Einflussnahme des brandenburgischen Hofs in Bayreuth geschlossen werden. Bald darauf entfaltete sich eine Intrige gegen ihren Gatten und er musste wegen Blutschande sogar ins Gefängnis. 1666 kehrte das Paar schließlich nach Seisenegg zurück.
In die Welt des niederösterreichischen Landadels hineingeboren, hielten auch die (Linsmayr) von Greiffenberg – wie die meisten Angehörigen ihres Standes – zum lutherischen Glauben, wodurch sie den religionspolitischen Repressalien der Gegenreformation im katholischen Habsburgerstaat ausgeliefert waren. Ihre Familie war durch den Besitz von Kupferminen reich geworden, jedoch war es ihrem Onkel nicht gelungen, diesen Besitz zu halten; die Greiffenbergs verarmten. Die drückende Schuldenlast einerseits und die Widerwärtigkeiten durch die Gegenreformation andererseits führten schließlich dazu, dass 1673 Schloss Seisenegg an Matthäus Riß, später geadelt Freiherr von Risenfels, überschrieben werden musste. Riß hatte es durch geschickte Finanzgeschäfte und Schuldverschreibungen geschafft, den gesamten Besitz zu vereinnahmen. 1677 starb ihr Ehemann Hans Rudolf von Greiffenberg und sie entschloss sich, Seisenegg zusammen mit ihrer alten Mutter Eva Maria für immer zu verlassen, und übersiedelte 1679 nach Nürnberg.

## Werk
1651 berichtete von Greiffenberg, während eines Abendmahlsgottesdienstes eine Lichtvision erlebt zu haben. Dieses  Ereignis bewegte sie dazu, ihr Leben von nun an vollends der Verbreitung eines mystisch geprägten protestantischen Glaubens zu widmen. Die aus diesem Ereignis hergeleitete protestantische Mystik bildet die Grundlage für ihr gesamtes Schaffen.
Catharina Regina von Greiffenbergs literarisches Talent wurde von ihrem „Nachbarn“ Johann Wilhelm von Stubenberg entdeckt, der unweit von Seisenegg auf der Schallaburg lebte und sich als Übersetzer einen Namen gemacht hatte. Stubenberg leitete lyrische Texte Catharinas an Sigmund von Birken weiter, mit dessen Unterstützung 1662 in Nürnberg die Geistlichen Sonette, Lieder und Gedichte, eine Sammlung von Andachtsgedichten publiziert wurde. Aus religiöser Überzeugung heraus reiste Catharina mehrmals nach Wien mit der Absicht, Kaiser Leopold I. zum Protestantismus zu bekehren.
1675 wurde die Gedichtsammlung Siegessäule der Buße und des Glaubens wider den Erbfeind christlichen Namens veröffentlicht, in der die aktuelle Bedrohung Österreichs durch die Osmanen das Thema war.
Nach dem Tod ihres Mannes und der Übersiedlung nach Nürnberg vertiefte Greiffenberg ihre Freundschaft zu Sigmund von Birken. Mit ihm und ihrer gemeinsamen Freundin Susanna Popp kam es zu einem regen Austausch von Briefen. Die Freunde beschäftigten sich in diesem Austausch ausgiebig mit dem menschlichen Leid, sodass ihre Briefe ein Beispiel für das typisch barocke Vanitas-Motiv sind. Auch tauschten sie sich über ihre Suizidgedanken und ihre mystisch religiösen Thesen aus. Aus diesen Briefen, die heute noch im Archiv des Pegnesischen Blumenordens erhalten sind und die einen großen Teil von Greiffenbergs Opus ausmachen, geht auch hervor, dass Birken bis zu seinem Tod 1681 an all ihren Werken maßgeblich inspirierend und editorisch beteiligt war.
Gelesen wurden Greiffenbergs Werke vermutlich von kaum jemandem. Die stark zum Mystizismus neigende Sprache und die verschlüsselten Metaphern machten sie selbst für die religiösen Zeitgenossen nur schwer zugänglich, so dass sich kaum Spuren einer zeitgenössischen Rezeption finden.
Ihr Werk umfasst etwa 4.400 Druckseiten. Besonders erwähnenswert sind ihre schönen Figurengedichte, für die das „Kreuzgedicht“ als Beispiel dienen kann.

### Kreuzgedicht
| Greiffenberg Figurengedicht Druck | Uber den gekreutzigten JESUS Seht der König König hängen / und uns all mit Blut besprengen. Seine Wunden seyn die Brunnen / draus all unser Heil gerunnen. Seht / Er strecket seine Händ aus / uns alle zu umfangen; hat / an sein liebheisses Hertz uns zu drucken / Lustverlangen. Ja er neigt sein liebstes Haubt / uns begierig mit zu küssen. Seine Sinnen und Gebärden / sind auf unser Heil gefliessen. Seiner Seiten offen-stehen / macht sein gnädigs Herz uns sehen: wann wir schauen mit den Sinnen / sehen wir uns selbst darinnen. So viel Striemen / so viel Wunden als an seinen Leib gefunden / so viel Sieg- und Segens-Quellen wolt Er unsrer Seel bestellen. zwischen Himmel und der Erden wolt Er aufgeopffert werden : dass Er GOtt und uns vergliche uns zu stärken / Er verbliche : Ja sein Sterben / hat das Leben mir und aller Welt gegeben. Jesu Christ ! dein Tod und Schmerzen leb′ und schweb mir stets im Herzen! |
| --------------------------------- | --- |

## Wiederentdeckung
In den 1960er Jahren begann die Wiederentdeckung ihres literarischen Gesamtwerks durch die Literaturwissenschaft. Nach einer ersten systematischen Aufarbeitung der Quellen einschließlich des Briefwechsels mit Birken durch Horst Joachim Frank, P. M. Daly und Ruth Liwerski wurde das Gesamtwerk 1983 gesammelt neu verlegt.
Es folgten zahlreiche Studien zur Entschlüsselung der Metaphorik und Ausdeutung der Werke. Die Neuausgabe des Briefwechsels zwischen Sigmund von Birken und von Greiffenberg (2005) führte zu verschiedenen Studien, die sich z. B. auf die soziale Stellung von Greiffenbergs oder die Beziehung zwischen Biographie und Opus fokussierten.
Catharina Regina von Greiffenberg gilt heute in der Forschung zur Barockliteratur als eine der bedeutendsten deutschen Dichterinnen des 17. Jahrhunderts. In Amstetten wurde die Catharina-Regina-von-Greiffenberg-Straße ⊙ nach ihr benannt.

## Werke (Auswahl)
- Geistliche Sonnette / Lieder und Gedichte zu Gottseeligem Zeitvertreib, 1662. (Neuauflage 2015, ISBN 978-3-8430-4871-2)
- Des Allerheiligst- und Allerheilsamsten Leidens und Sterbens Jesu Christi Zwölf andächtige Betrachtungen, 1672. (Digitalisat)
- Sieges-Seule der Buße und Glaubens / wider den Erbfeind Christliches Namens, 1675
- Der Allerheiligsten Menschwerdung / Geburt und Jugend Jesu Christi / Zwölf Andächtige Betrachtungen, 1678
- Leben, Lehre und Wunderwerke Christi, 1683
- Des Allerheiligsten Lebens JESU Christi Sechs Andächtige Betrachtungen Von Dessen Lehren und Wunderwercken, 1693
- Des Allerheiligsten Lebens JESU Christi Ubrige Sechs Betrachtungen Von Dessen Heiligem Wandel / Wundern und Weissagungen von und biß zu seinem Allerheiligsten Leiden und Sterben. Denen auch eine Andacht vom Heiligen Abendmahl hinzugefügt, 1693.

## Werkausgaben
- Martin Bircher (Hrsg.): Sämtliche Werke in 10 Bänden. Millwood NY 1983
- Heinz Otto Burger (Hrsg.): Geistliche Sonette, Lieder und Gedichte. Catharina Regina von Greiffenberg. Darmstadt 1967
- Hubert Gersch: Gedichte. Catharina Regina von Greiffenberg. Berlin 1964
- Sigmund von Birken: Werke und Korrespondenz, Bd. 12: Der Briefwechsel zwischen Sigmund von Birken und Catharina Regina von Greiffenberg. Tübingen, 2005.
- Lynne Tatlock (ed. and tr.), Catharina Regina von Greiffenberg: Meditations on the Incarnation, Passion, and Death of Jesus Christ (Chicago, 2009) (The Other Voice in Early Modern Europe).